# Asău
Asău è un comune della Romania di 7 316 abitanti, ubicato nel distretto di Bacău, nella regione storica della Moldavia.
Il comune è formato dall'unione di 6 villaggi: Apa-Asău, Asău, Ciobănuș, Lunca-Asău, Păltiniș, Straja.